# Nahuel Leiva
Matías Nahuel Leiva Esquivel (ur. 22 listopada 1996 w Rosario) – hiszpański piłkarz argentyńskiego pochodzenia występujący na pozycji pomocnika w Maccabi Hajfa.

## Sukcesy
Hiszpania U-19
- mistrzostwo Europy: 2015